# 吉祥物

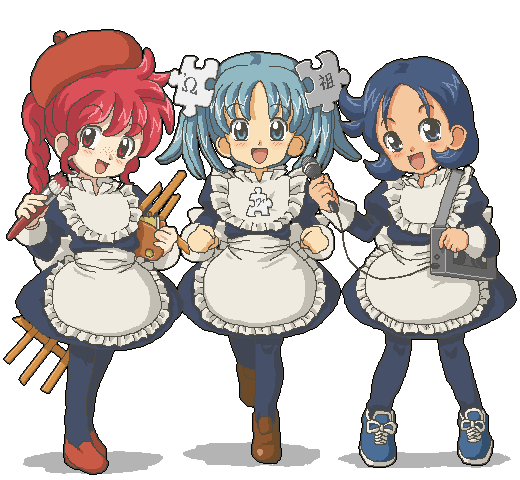
維基百科非官方吉祥物「维基娘」

吉祥物（英語：mascot）是指吉祥的象征物，又可以指学校、地区、品牌、运动队、运动会等所选用的能起到庇佑或宣传作用的卡通形象，网络词汇可以称之为萌物。在廣告設計界中起到促銷作用的吉祥物，也有人稱之為卡通代言人、虛擬代言人。

## 详述
一般而言，吉祥物普遍不具有完全的人類外觀特色。最有名也最廣為人知的吉祥物可說是米老鼠，牠作為迪士尼公司的吉祥物已有六十年之久。然而，吉祥物並非全是虛構的卡通人物，儘管在平面設計上，吉祥物不免會因為印刷術的限制、親和力的加強而卡通化，但也有許多吉祥物是源自真实的動物或事物，例如知名的美國職業籃球隊公牛隊的吉祥物就不是卡通人物；而桑德斯上校，肯德基的創始人，則被認為是肯德基的吉祥物。
吉祥物的起源目前尚沒有資料，但從奧林匹克運動會歷史推断，目前最早的奧運吉祥物就是1972年慕尼黑奧運中出現的金獅子「威力」。
吉祥物一定程度上能加强营销效果，透過形象欢快的吉祥物，能夠很快的加深商品、活動和公司的形象記憶，這也是每屆奧運吉祥物選拔，乃至其他组织或活动的吉祥物挑选都要大費周章的原因。
除了促銷外，吉祥物也有讓某一團體凝聚向心力及討吉利的作用，大家亦可透過吉祥物，来了解其对应事物的文化内涵。吉祥物也隨著被廣泛運用而著重文化內涵，國立自然科學博物館的恐龍家族即一例。
另外，吉祥物亦可指在一個團體中具有象徵性質的人物（角色），其能力可能不是最強的（甚至是能力普普、具有嚴格限制條件的能力，或不具有特別的能力），但卻具有突出的地位或性格（通常是天然呆）而引人關注。

## 外部連結
- 香港吉祥物-古拉 Gula （页面存档备份，存于）